# Gramolazzo
Gramolazzo è una frazione del comune italiano di Minucciano, nella provincia di Lucca, in Toscana. Dista circa 3 Km dal capoluogo Minucciano. 

## Geografia fisica

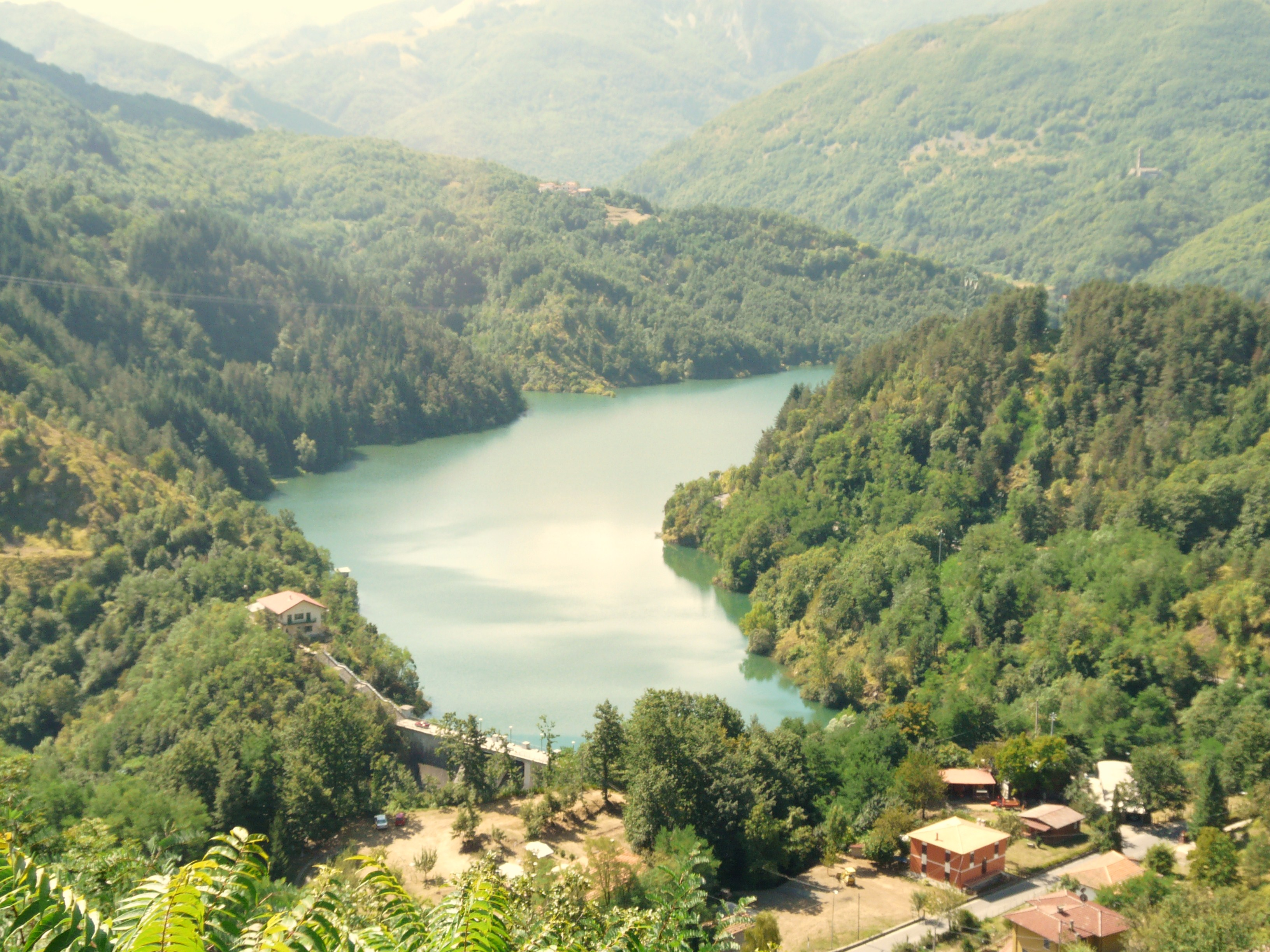
Il lago di Gramolazzo

Il borgo si trova nell'alta Garfagnana, alle pendici del monte Pisanino, nel parco naturale regionale delle Alpi Apuane. È noto soprattutto per la presenza dell'omonimo lago, di origine artificiale e meta turistica per le attività ittiche. Creato agli inizi del Novecento assieme al lago di Vagli per trarne energia idroelettrica, il lago possiede una superficie di 1 km² ed ha sia come immissario che come emissario il fiume Serchio di Gramolazzo, uno dei due rami che unendosi al Serchio di Sillano nel comune di Piazza al Serchio formano il fiume che sfocia a Migliarino Pisano. Un altro immissario del lago è il torrente Acqua Bianca che nasce alle pendici del monte Pisanino ed attraversa la frazione di Gorfigliano. Durante i mesi estivi è consentita la balneazione presso alcuni arenili sabbiosi che si possono trovare lungo le sponde del lago.

## Storia
Gramolazzo vide l'alternarsi al suo comando di pisani, fiorentini, lucchesi e i marchesi Malaspina, a lungo in lotta contro i lucchesi per il mantenimento del proprio dominio. Prima di appartenere alla vicaria di Minucciano fece parte della vicaria di Camporgiano e della vicaria di Castiglione di Garfagnana.

## Monumenti e luoghi d'interesse
- Chiesa dei Santi Bartolomeo apostolo e Pietro[1]
- Passeggiata lungo il lago con spiagge, giardini e sculture in marmo.

## Infrastrutture e trasporti
Il paese è attraversato dalla strada provinciale 51 ed è servita dalla linea di autobus Minucciano-Piazza al Serchio.